# Носферату (фильм, 2024)
«Носфера́ту» (англ. Nosferatu) — американский готический фильм ужасов 2024 года режиссёра Роберта Эггерса, снятый по его собственному сценарию. Ремейк одноимённой немецкой экспрессионистской киноленты 1922 года, которая в свою очередь является неавторизованной и неофициальной экранизацией романа Брэма Стокера «Дракула» (1897). Главные роли исполнили Билл Скарсгард, Николас Холт, Лили-Роуз Депп, Аарон Тейлор-Джонсон, Эмма Коррин, Ральф Айнесон, Саймон Макберни и Уиллем Дефо.
Разработка проекта началась ещё в 2015 году после выхода хоррора «Ведьма», дебютного фильма режиссёра. Впоследствии производство ремейка «Симфонии ужаса» затянулось практически на десятилетие из-за работы Эггерса над фильмами «Маяк» и «Варяг», вкупе с другими производственными факторами. В сентябре 2022 года главные роли в фильме получили Билл Скарсгард и Лили-Роуз Депп. Съёмки проходили в 2023 году в Праге.
Премьера фильма состоялась 2 декабря 2024 года в Берлине. «Носферату» вышел в кинотеатральный прокат США 25 декабря 2024 года, в странах СНГ — 2 января 2025 года. Картина получила высокие оценки от критиков за верность первоисточнику, режиссуру Эггерса, операторскую работу, саундтрек, грим, костюмы, художественную постановку и игру актёров (преимущественно Скарсгарда и Депп).

## Сюжет
В прологе юная девушка Элен Хуттер молится о том, чтобы дух-хранитель избавил её от одиночества. Однако вместо этого она пробуждает таинственное существо, которое нападает на неё и заставляет поклясться ему в вечной верности.
В 1838 году взрослая Элен живёт в немецком городе Висборг со своим мужем, риэлтором Томасом Хуттером. Томас получает от своего работодателя герра Кнока прибыльное предложение о продаже поместья Грюневальд затворнику графу Орлоку. Элен тщетно умоляет Томаса остаться и рассказывает ему о сне, в котором она вышла замуж за Смерть. Он оставляет её на попечение своего богатого друга Фридриха Хардинга и его жены Анны вместе с двумя их маленькими дочерьми.
Прибыв в Карпаты в румынской Трансильвании, Томас замечает, что местные крестьяне избегают его из-за связи с Орлоком. Той ночью он наблюдает, как группа цыган выкапывает и пронзает колом труп предполагаемого вампира. На следующее утро он обнаруживает опустевшую деревню и свою пропавшую лошадь. Он продолжает путь пешком, пока его не подвозит карета без кучера до замка Орлока.
В замке граф Орлок заставляет Томаса завершить продажу поместья. Когда Томас случайно ранит палец во время ужина, он теряет сознание и, очнувшись, обнаруживает на груди следы укусов. Орлок хитростью получает медальон Томаса с локоном волос Элен. Он заставляет Томаса подписать документ, написанный древним шрифтом, который, по словам Орлока, является договором о продаже поместья. Позже Томас находит графа спящим в гробу. Он пытается пронзить Орлока, но тот атакует его и Томас спасается, прыгая в реку. Его находят служители церкви и ухаживают за ним. Тем временем Орлок отправляется в Висборг на корабле с заражёнными чумой крысами и убивает команду во время плавания.
Тем временем у Элен происходят приступы лунатизма и судороги, которые, по мнению доктора Вильгельма Сиверса, являются результатом избытка крови в её организме. Он консультируется со своим бывшим наставником Альбином Эберхартом фон Францем, швейцарским учёным, подвергшимся остракизму за свои оккультные убеждения. Фон Франц считает, что Элен находится под чарами демонического, несущего чуму вампира по имени Носферату. Кнок попадает в психиатрическую лечебницу после того, как голыми руками убивает нескольких овец и съедает их сырое мясо. Сиверс и фон Франц обыскивают кабинет Кнока и полагают, что тот служит Носферату, который оказывается графом Орлоком.
Томас возвращается в Висборг и воссоединяется с Элен, в то время как население массово умирает от чумы, вызванной Орлоком. Кнок сбегает, убивая привратника, и сопровождает Орлока в поместье Грюневальд. Орлок является к Элен и признаётся, что, хотя он и неспособен любить, её обещание связало их судьбы и сделало его желание обладать ею неутолимым. Документ, который он обманом заставил Томаса подписать, признаёт брак Хуттеров недействительным. Зная, что его связь с Элен не может быть поддержана силой, Орлок говорит, что она должна добровольно подчиниться ему в течение трёх ночей, иначе он убьёт Томаса и позволит чуме поглотить Висборг. Элен признаётся Томасу о своём прошлом с Орлоком. Граф мстит, убивая Анну и её детей. Обезумев от горя, Фридрих приходит в склеп Анны, где умирает от чумы.
Исследования фон Франца показывают, что Носферату может быть уничтожен добровольной жертвой прекрасной девы. Элен, понимая, что только она может остановить чуму, вступает в сговор с фон Францем. Томас, фон Франц и Сиверс отправляются в поместье Грюневальд, где первый случайно убивает Кнока, обнаружив его спящим в гробу Орлока. Поняв обман, Томас спешит обратно к Элен, в то время как фон Франц сжигает поместье. Эллен вызывает Орлока в свою спальню и отдаётся ему, позволяя «насыщаться» ею до восхода солнца, которое и убивает графа. Томас возвращается и берёт умирающую Элен за руку, в то время как фон Франц подтверждает, что её жертва освободила город от чумы и Носферату.

## В ролях
| Актёр                | Роль                                |
| -------------------- | ----------------------------------- |
| Лили-Роуз Депп       | Элен Хуттер                         |
| Николас Холт         | Томас Хуттер                        |
| Билл Скарсгард       | граф Орлок / Носферату              |
| Аарон Тейлор-Джонсон | Фридрих Хардинг                     |
| Уиллем Дефо          | профессор Альбин Эберхарт фон Франц |
| Эмма Коррин          | Анна Хардинг                        |
| Ральф Айнесон        | доктор Вильгельм Сиверс             |
| Саймон Макберни      | герр Кнок                           |

## Производство
Разработка
О планах снять ремейк фильма «Носферату, симфония ужаса» стало известно в 2015 году. Сценаристом и режиссёром проекта стал Роберт Эггерс, продюсерами — Джей Ван Хой и Ларс Кнудсен. Фильм должен был стать вторым в кинокарьере Эггерса, чего тот не хотел; в ноябре 2016 года режиссёр заявил: «…Снимать следующим „Носферату“ — это мерзко, кощунственно, эгоистично и отвратительно с моей точки зрения. Я собирался подождать некоторое время, но судьба распорядилась совершенно иначе». В интервью Den of Geek в октябре 2019 года, приуроченном к выходу «Маяка», Эггерс рассказал, что посвятил много времени адаптации культовой «Симфонии ужаса» для XXI века, и даже сомневался, увидит ли его ремейк свет в принципе. «Понимаете, я потратил на это столько лет, столько времени, столько крови, что будет очень обидно, если он так и не выйдет», — говорил Эггерс.
Кастинг
В августе 2017 года роль в картине получила Аня Тейлор-Джой. На момент февраля 2022 года, после релиза «Варяга», Эггерс разрабатывал проект вместе с ней; «Мы определённо говорим об этом, и я не знаю, почему так трудно воплотить это в жизнь», — отмечал Роберт в интервью для Den of Geek. В марте того же года появилась информация, что английский певец Гарри Стайлз примет участие в съёмках фильма. В итоге тот ушёл из актёрского состава из-за занятости.
В сентябре 2022 года Билл Скарсгард получил роль графа Орлока, а Лили-Роуз Депп, заменившая Аню Тейлор-Джой, — Элен Хуттер. Скарсгард обсуждал с Эггерсом «Носферату» с момента выхода фильма «Ведьма» (2015) и первоначально пробовался на роль Фридриха Хардинга. Позже режиссёр предложил ему Томаса Хуттера, тогда как Тейлор-Джой всё ещё была прикреплена к проекту с главной ролью; в итоге производство ремейка остановилось на несколько лет. Скарсгард отправил Эггерсу письмо, в котором поинтересовался, сможет ли сыграть в фильме кого-нибудь. Поскольку на роли Хардинга и Хуттера уже были подобраны актёры, Эггерс пригласил его воплотить образ графа Орлока, хотя изначально рассматривал на данного персонажа исключительно актёров среднего возраста. В октябре 2022 года переговоры с Эггерсом на предмет участия в картине вёл Николас Холт, и в январе 2023 года присоединился к актёрскому составу с главной ролью; в этом же месяце команду актёров пополнил Уиллем Дефо, который в фильме 2000 года «Тень вампира» сыграл Макса Шрека/графа Орлока. В следующем месяце роль в проекте получила Эмма Коррин. На старте производства фильма в конце февраля 2023 года стало известно об участии Аарона Тейлор-Джонсона, Саймона Макберни и Ральфа Айнесона.
Съёмки

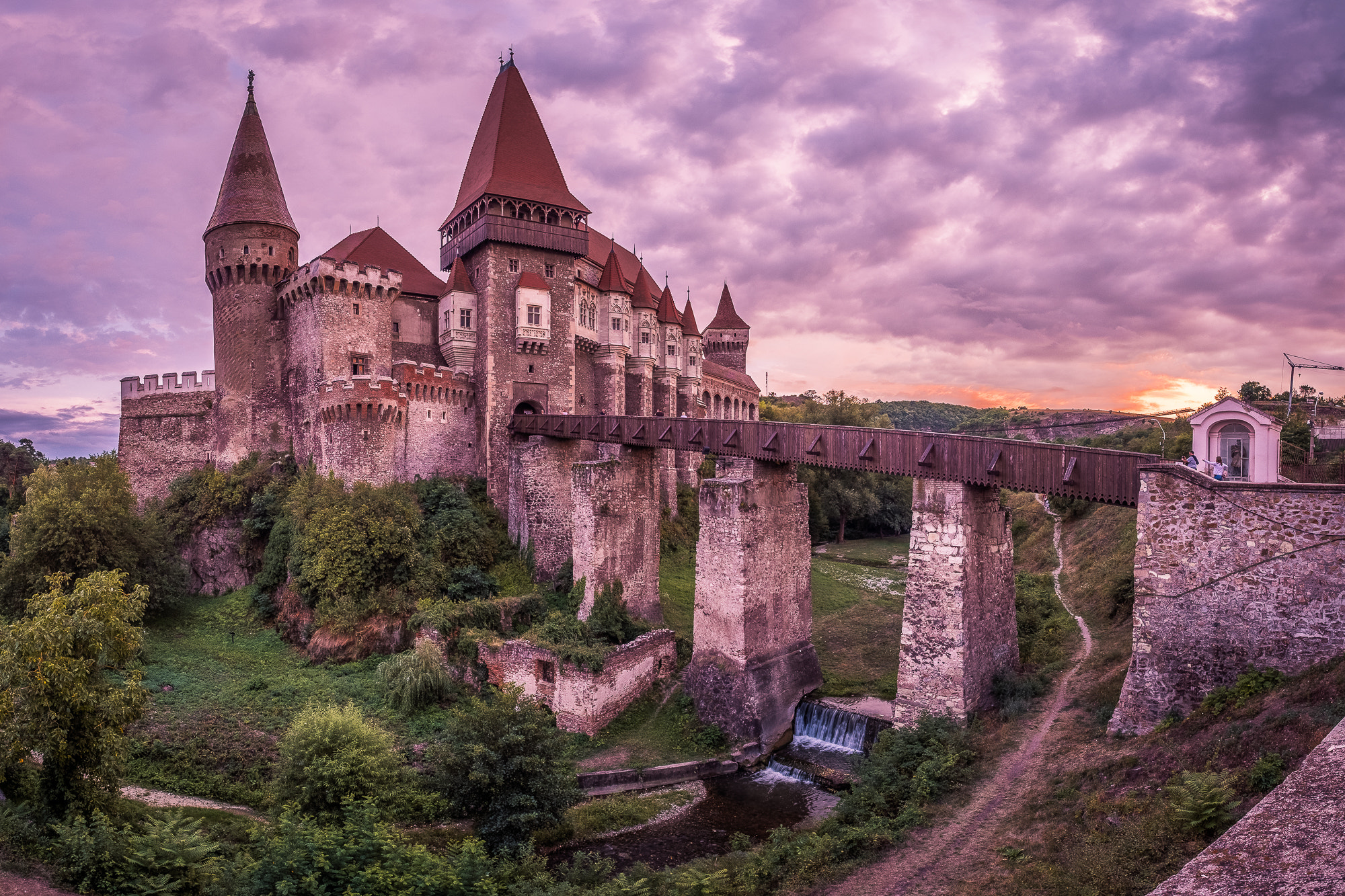
Замок Корвинов, расположенный в Трансильвании, «исполняет» в фильме роль замка Орлока

Съёмки «Носферату» стартовали 20 февраля 2023 года в Чехии, а в марте переместились на пражскую киностудию «Баррандов». Среди наиболее примечательных съёмочных локаций — замок Рожмиталь XIV века в Рожмитале-под-Тремшинем, замок Пернштейн и пражский дом инвалидов, здание в стиле барокко, зарегистрированное как национальная достопримечательность. Некоторые сцены создавались замке Корвинов, расположенном непосредственно в Румынии. Оператор Джарин Блашке отмечал, что фильм снят в цвете и по стилю соответствует романтизму XIX века. 19 мая 2023 года съёмки завершились.
Чтобы полностью вжиться в роль Орлока, Билл Скарсгард существенно похудел, работал с исландской оперной певицей Асгердур Юниусдоттир, научившись понижать свой голос до максимально возможного уровня, и ежедневно от трёх до шести часов ходил в тяжёлом гриме. По словам актёра, «это было как призыв чистого зла. Мне потребовалось немало времени, чтобы избавиться от демона, который в меня вселился».

## Саундтрек
Музыкальное сопровождение для фильма подготовил британско-ирландский кинокомпозитор и музыкальный продюсер Робин Керолан, сотрудничавший с Робертом Эггерсом на производстве «Варяга» в 2022 году. Работая над «Носферату», он намеренно отклонился от типичных саундтреков к фильмам ужасов, сосредоточившись на том, чтобы передать меланхоличные и трагические элементы сюжета.
В конце сентября 2024 года лейбл Back Lot Music выпустил первые две композиции из фильма — «Goodbye» и «Increase thy Thunders». Полный альбом с 43 треками будет доступен на виниле и двух компакт-дисках на лейблах Bones Records и Waxwork Records. Дирижёр — уроженец Великобритании Даниэль Пиоро. Керолан и Эггерс приложили все усилия, чтобы сделать звук идеальным. Их внимание к деталям было настолько скрупулёзным, что Каролан охарактеризовал его как «почти телепатию».

## Релиз
Мировая премьера «Носферату» состоялась 2 декабря 2024 года в Берлине. Фильм вышел в американских кинотеатрах 25 декабря 2024 года. Дистрибьютором на внутреннем рынке выступила компания Focus Features, на международном — Universal Pictures. В странах СНГ, за исключением России и Беларуси, премьера состоялась 2 января 2025 года. Картина демонстрировалась на экранах IMAX и Dolby Cinema. В некоторых кинотеатрах её показали в 35-миллиметровом формате.

## Оценки и отзывы
На сайте-агрегаторе рецензий Rotten Tomatoes «Носферату» получил рейтинг 85 % на основании 342 обзоров при среднем балле 8/10. Критический консенсус сайта гласит: «Великолепно поставленный режиссёром Робертом Эггерсом, „Носферату“ — это чудовищный фильм ужасов, в равной степени отталкивающий и соблазнительный». Агрегатор рецензий Metacritic, выставляющий оценки на основе среднего арифметического взвешенного, присвоил ленте 82 балла из 100, что указывает на «всеобщее признание».
Дэвид Руни из The Hollywood Reporter высоко оценил режиссуру, сценарий и актёрскую игру, назвав фильм «захватывающим, неприятным и красивым». Он добавил: «Это потрясающе — смотреть фильм, который так уверенно нагоняет и удерживает чувство страха, так гипнотически пугает, что буквально хватает тебя за глотку и не отпускает». Дэвид Эрлих из Indiewire назвал «Носферату» «самым богатым и реалистичным» фильмом Эггерса, похвалив режиссуру и игру Лили-Роуз Депп. 
Режиссёр Мартин Скорсезе отозвался о фильме в положительном ключе: «Это потрясающе. Всё, что делает этот парень, потрясающе. Это один из тех фильмов, после просмотра которых мало что можешь делать. Ты все ещё в этом мире. Ты в Трансильвании, и это действительно… это нечто». 

## Награды и номинации
| Награда                                            | Дата церемонии  | Категория                                                                 | Номинанты и получатели                   | Результат | Ист.   |
| -------------------------------------------------- | --------------- | ------------------------------------------------------------------------- | ---------------------------------------- | --------- | ------ |
| Hollywood Music in Media Awards                    | 20 ноября 2024  | «Лучшая оригинальная музыка — ужасы/триллер»                              | Робин Керолан                            | Победа    | [ 40 ] |
| Национальный совет кинокритиков США                | 4 декабря 2024  | «Выдающиеся достижения в кинематографе»                                   | Джарин Блашке                            | Победа    | [ 41 ] |
| Astra Film and Creative Arts Awards                | 8 декабря 2024  | «Лучший фильм в жанре ужасов или триллера»                                | «Носферату»                              | Номинация | [ 42 ] |
| Astra Film and Creative Arts Awards                | 8 декабря 2024  | «Лучшее выступление в фильме ужасов или триллере»                         | Билл Скарсгард                           | Номинация | [ 42 ] |
| Astra Film and Creative Arts Awards                | 8 декабря 2024  | «Лучшая операторская работа»                                              | Джарин Блашке                            | Номинация | [ 42 ] |
| Astra Film and Creative Arts Awards                | 8 декабря 2024  | «Лучший дизайн костюмов»                                                  | Линда Мьюир                              | Номинация | [ 42 ] |
| Astra Film and Creative Arts Awards                | 8 декабря 2024  | «Лучший грим и причёски»                                                  | «Носферату»                              | Номинация | [ 42 ] |
| Astra Film and Creative Arts Awards                | 8 декабря 2024  | «Лучшая работа художника-постановщика»                                    | Крэйг Лэтроп                             | Номинация | [ 42 ] |
| Ассоциация кинокритиков Вашингтона                 | 8 декабря 2024  | «Лучшая операторская работа»                                              | Джарин Блашке                            | Победа    | [ 43 ] |
| Ассоциация кинокритиков Вашингтона                 | 8 декабря 2024  | «Лучшая музыка к фильму»                                                  | Робин Керолан                            | Номинация | [ 43 ] |
| Ассоциация кинокритиков Вашингтона                 | 8 декабря 2024  | «Лучшая работа художника-постановщика»                                    | Крэйг Лэтроп, Беатрис Брентнерова        | Номинация | [ 43 ] |
| Общество кинокритиков Сан-Диего                    | 9 декабря 2024  | «Лучшая операторская работа»                                              | Джарин Блашке                            | Победа    | [ 44 ] |
| Общество кинокритиков Сан-Диего                    | 9 декабря 2024  | «Лучшая работа художника-постановщика»                                    | Крэйг Лэтроп, Беатрис Брентнерова        | 2-е место | [ 44 ] |
| Общество кинокритиков Сан-Диего                    | 9 декабря 2024  | «Лучшие визуальные эффекты»                                               | «Носферату»                              | Номинация | [ 44 ] |
| Ассоциация кинокритиков Чикаго                     | 12 декабря 2024 | «Премия Ассоциации кинокритиков Чикаго за лучший адаптированный сценарий» | Роберт Эггерс                            | Номинация | [ 45 ] |
| Ассоциация кинокритиков Чикаго                     | 12 декабря 2024 | Лучшая операторская работа                                                | Джарин Блашке                            | Номинация | [ 45 ] |
| Ассоциация кинокритиков Чикаго                     | 12 декабря 2024 | «Лучшая музыка к фильму»                                                  | Робин Керолан                            | Номинация | [ 45 ] |
| Ассоциация кинокритиков Чикаго                     | 12 декабря 2024 | «Лучший дизайн костюмов»                                                  | Линда Мьюир                              | Номинация | [ 45 ] |
| Ассоциация кинокритиков Чикаго                     | 12 декабря 2024 | «Лучшее художественное оформление / художественная постановка»            | «Носферату»                              | Победа    | [ 45 ] |
| Ассоциация кинокритиков Сент-Луиса                 | 15 декабря 2024 | «Лучший фильм ужасов»                                                     | «Носферату»                              | Победа    | [ 46 ] |
| Ассоциация кинокритиков Сент-Луиса                 | 15 декабря 2024 | «Лучшая операторская работа»                                              | Джарин Блашке                            | Победа    | [ 46 ] |
| Ассоциация кинокритиков Сент-Луиса                 | 15 декабря 2024 | «Лучший дизайн костюмов»                                                  | Линда Мьюир                              | Номинация | [ 46 ] |
| Ассоциация кинокритиков Сент-Луиса                 | 15 декабря 2024 | «Лучшая работа художника-постановщика»                                    | Крэйг Лэтроп, Беатрис Брентнерова        | Победа    | [ 46 ] |
| Ассоциация кинокритиков Сент-Луиса                 | 15 декабря 2024 | «Лучшие визуальные эффекты»                                               | «Носферату»                              | Номинация | [ 46 ] |
| Общество кинокритиков области залива Сан-Франциско | 15 декабря 2024 | «Лучшая операторская работа»                                              | Джарин Блашке                            | Номинация | [ 47 ] |
| Общество кинокритиков области залива Сан-Франциско | 15 декабря 2024 | «Лучшая работа художника-постановщика»                                    | Крэйг Лэтроп                             | Номинация | [ 47 ] |
| Кинокритики Нью-Йорка в Интернете                  | 16 декабря 2024 | «Лучшая операторская работа»                                              | Джарин Блашке                            | Номинация | [ 48 ] |
| Общество кинокритиков Сиэтла                       | 16 декабря 2024 | «Лучшая операторская работа»                                              | Джарин Блашке                            | Номинация | [ 49 ] |
| Общество кинокритиков Сиэтла                       | 16 декабря 2024 | «Лучший дизайн костюмов»                                                  | Линда Мьюир                              | Номинация | [ 49 ] |
| Общество кинокритиков Сиэтла                       | 16 декабря 2024 | «Злодей года»                                                             | граф Орлок в исполнении Билла Скарсгарда | Номинация | [ 49 ] |
| «Выбор критиков»                                   | 12 января 2025  | «Лучшая операторская работа»                                              | Джарин Блашке                            | Номинация | [ 50 ] |
| «Выбор критиков»                                   | 12 января 2025  | «Лучшая работа художника-постановщика»                                    | Крэйг Лэтроп, Беатрис Брентнерова        | Номинация | [ 50 ] |
| «Выбор критиков»                                   | 12 января 2025  | «Лучший дизайн костюмов»                                                  | Линда Мьюир                              | Номинация | [ 50 ] |
| «Выбор критиков»                                   | 12 января 2025  | «Лучший грим и причёски»                                                  | «Носферату»                              | Номинация | [ 50 ] |
| «Спутник»                                          | 26 января 2025  | «Лучшая женская роль — кинофильм»                                         | Лили-Роуз Депп                           | Номинация | [ 51 ] |
| «Спутник»                                          | 26 января 2025  | «Лучшая операторская работа»                                              | Джарин Блашке                            | Номинация | [ 51 ] |
| «Спутник»                                          | 26 января 2025  | «Лучший дизайн костюмов»                                                  | Линда Мьюир                              | Номинация | [ 51 ] |
| «Спутник»                                          | 26 января 2025  | «Лучшая художественная постановка»                                        | Крэйг Лэтроп, Беатрис Брентнерова        | Номинация | [ 51 ] |
| «Спутник»                                          | 26 января 2025  | «Лучший актёрский состав — кинофильм»                                     | «Носферату»                              | Победа    | [ 51 ] |
| Премия Гильдии художников по костюмам              | 6 февраля 2025  | «Лучшие костюмы в историческом фильме»                                    | Линда Мьюир                              | Победа    | [ 52 ] |
| Общество композиторов и лириков                    | 12 февраля 2025 | «Премия Дэвида Рэксина для новых талантов»                                | Робин Керолан                            | Номинация | [ 53 ] |
| Альянс женщин-киножурналистов                      | 7 января 2025   | «Лучший адаптированный сценарий»                                          | Роберт Эггерс                            | Номинация | [ 54 ] |
| Альянс женщин-киножурналистов                      | 7 января 2025   | «Лучшая операторская работа»                                              | Джарин Блашке                            | Номинация | [ 54 ] |